# Saperda scalaris

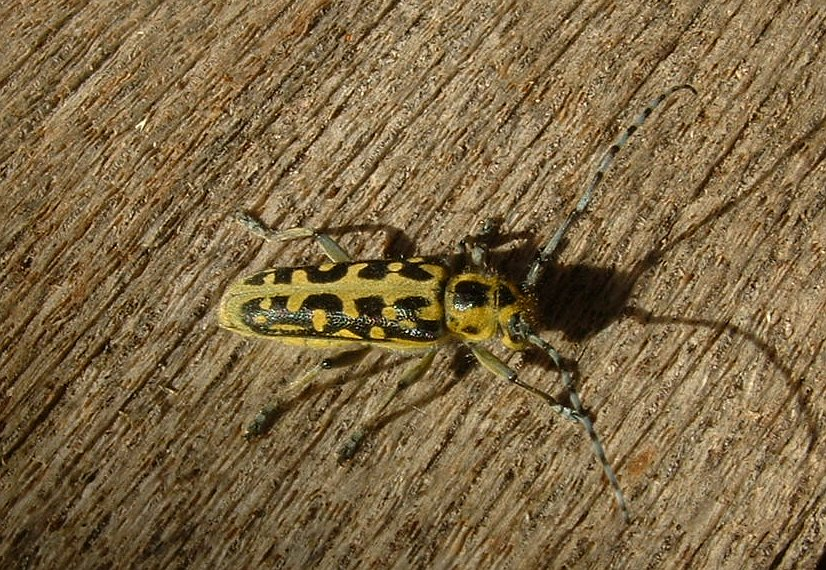
Saperde à échelons
Espèce
Saperda scalaris, la saperde à échelons, est une espèce d'insectes coléoptères de la famille des longicornes, ou cérambycidés.

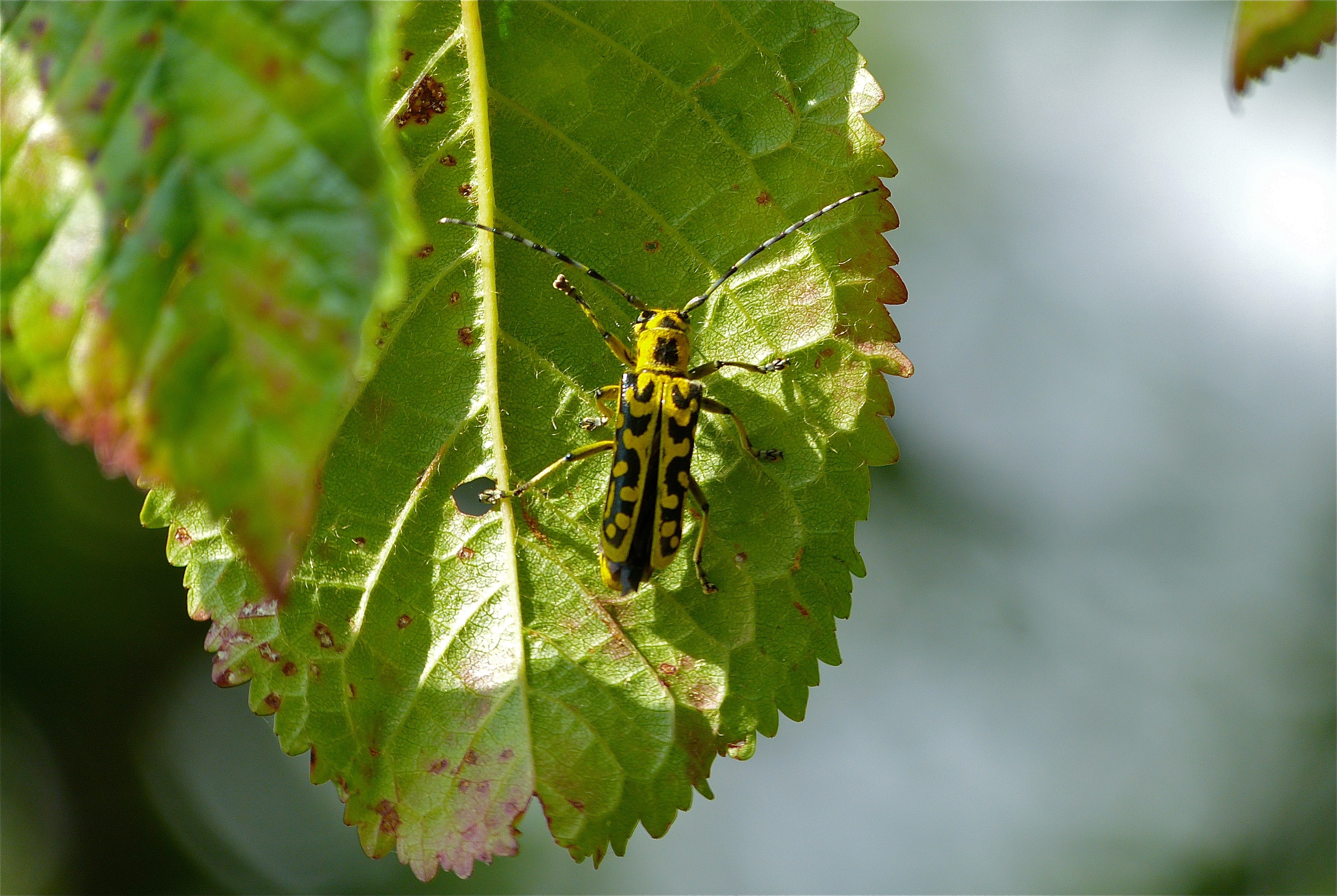
Saperde à échelons (Piémont, Italie).

## Description
D'une longueur de 14 à 18 mm, elle présente un duvet jaune verdâtre (parfois gris cendré) formant sur les élytres noirs un dessin découpé en échelons.